# Foyles Bookshop

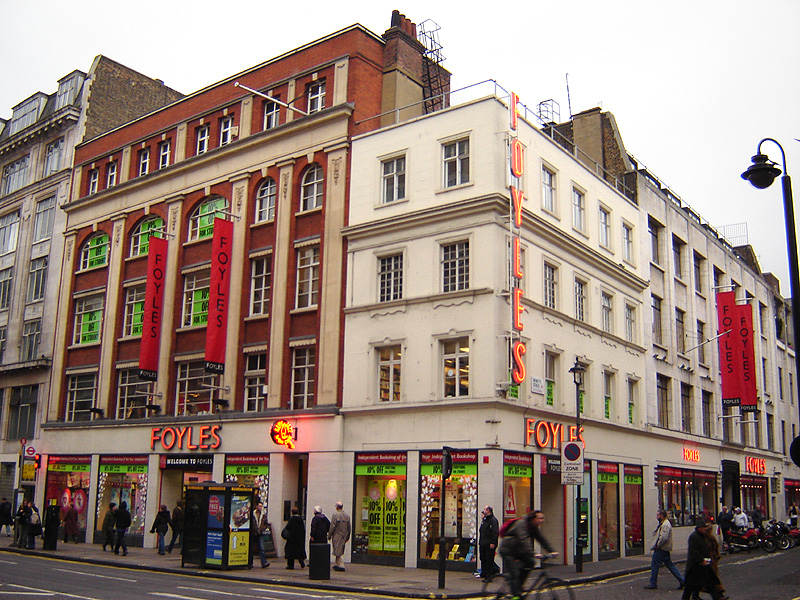
Foyles Bookshop

Foyles Bookshop, sinds 1903 gevestigd aan Charing Cross Road in Londen (tegenwoordig nr 113-119) is een van de bekendste en grootste boekhandels van Engeland, gevestigd in verscheidene samengetrokken panden.
Decennialang was Foyles de grootste boekenwinkel op het Britse vasteland, met vrijwel over ieder denkbaar onderwerp ten minste enkele titels op voorraad. De laatste 20 jaar treden er echter met name door internetverkoop en de opkomst van andere grote ketenboekhandels zoals Waterstone veranderingen in het boekenvak op die aan het bestaansrecht van winkels zoals Foyles zijn gaan knagen. Toch blijft voor de toerist een bezoek aan 'Foyles for Books' een belevenis.